# Edwin Bhend
Edwin Bhend (* 9. September 1931 in Zürich; † 21. Juni 2025) war ein Schweizer Schachspieler.

## Leben
Edwin Bhend errang zusammen mit Bent Larsen den geteilten ersten Platz im Jungmeisterturnier 1953 in Zagreb und gewann zweimal den Schweizer Einzelpokal, den Coupe Suisse. Bemerkenswert war 1959 in Zürich sein Gewinn gegen den späteren Schachweltmeister Michail Tal mit den schwarzen Figuren.
Edwin Bhend erhielt 1960 von der FIDE den Titel Internationaler Meister verliehen. Im Jahre 1966 gewann er die Schweizer Einzelmeisterschaft in Lugano.
Im Jahre 1968 gewann er die erste Austragung des Internationalen Opens der Schachgesellschaft Biel (heute Internationales Schachfestival Biel) und verwies den damals 16-jährigen Jan Timman auf den zweiten Platz.

## Mannschaftsturniere
Mit der Schweizer Nationalmannschaft nahm er von 1952 in Helsinki bis zur Schacholympiade 1982 in Luzern an zehn Schacholympiaden teil (1982 spielte er in der zweiten Mannschaft). Im Jahre 1954 gewann er Silber an Brett 4. Insgesamt holte er 59 Punkte aus 112 Partien.
Im Jahre 1973 qualifizierte er sich mit der Schweizer Nationalmannschaft für das Finale der Europamannschaftsmeisterschaft in Bath. Ausserdem spielte er mehrmals in Vorgruppen zur Europamannschaftsmeisterschaft, wie 1977 in Moskau und 1980 in Skara.
Er wohnte in Basel und war Mitglied in den Schachclubs Basel Trümmerfeld, Basel Sportclub Novartis Sektion Schach und Riehen Schachgesellschaft. Bei der SG Riehen war er im Kader der ersten Mannschaft in der Nationalliga A gemeldet, zuletzt in der Nationalliga A zum Einsatz kam er in der Saison 2008. Früher spielte er für die Allschwil SG, mit der er zweimal am European Club Cup teilnahm. Vor Einführung der Elo-Zahlen hatte Bhend im Februar 1960 seine höchste historische Elo-Zahl von 2542.

## Seniorenschach
Bei der Schachweltmeisterschaft der Senioren 1994 in Biel, die Mark Taimanow gewann, kam er mit Buchuti Gurgenidse auf den geteilten 5. bis 8. Platz. Im Seniorenturnier 2011 in Bad Wörishofen wurde er Vierter. Im Jahre 2012 errang er den zweiten Platz beim Seniorenturnier des 28. ChessOrg Schachfestivals in Bad Wörishofen.

## Werke
- Edwin Bhend: Petrosjan – Spassky 69. Kräuchi, Basel 1969
- Edwin Bhend: Königsgambit/Bd. 1, Das Königsspringergambit. Kräuchi, Basel 1971